# Anne-Frank-Gymnasium Aachen
Das Anne-Frank-Gymnasium (AFG) ist ein Gymnasium der Stadt Aachen im Stadtteil Laurensberg. Es wurde 1979 gegründet und erhielt seinen Namen nach Anne Frank, einem jüdischen Mädchen, das Opfer des Holocaust wurde. Vorgängereinrichtung war das Gymnasium am Brüsseler Ring (zuvor Waldschule Breuer).

## Schulgeschichte
Das Anne-Frank-Gymnasium ist hervorgegangen aus dem Gymnasium am Brüsseler Ring, das 1955 als Privatschule gegründet und 1970 in städtische Trägerschaft überführt wurde. Mit dem Einzug in das neu errichtete Schulzentrum in Aachen-Laurensberg kam es 1979 zur Umbenennung der Schule in Anne-Frank-Gymnasium. Dem vorausgegangen war eine längere Diskussion zur Namensfindung. So war für das Gymnasium ursprünglich der Name Edith-Stein-Gymnasium (Edith Stein) vorgesehen. Die ebenfalls in das Schulzentrum einziehende Realschule an der Lütticher Straße sollte zur Franz-Oppenhoff-Schule (Franz Oppenhoff) werden, für die dritte Einrichtung – die Hauptschule an der Vetschauer Straße – war der Name Anne-Frank-Hauptschule vorgesehen. Nach dem Einzug in das neue Gebäude einigten sich die Schulkonferenzen der drei Schulen jedoch darauf, einen einzigen gemeinsamen Namen jeweils mit dem Zusatz der Schulform zu führen. Von den drei vorgesehenen Namenspatronen – allesamt Opfer des Nationalsozialismus – erschien Anne Frank als Identifikationsfigur für Schüler am besten geeignet.
Mitte der 1980er Jahre wurde von der Aachener Lokalpolitik das Schulzentrum der drei Anne-Frank-Schulen als Standort für eine neu einzurichtende Gesamtschule ins Gespräch gebracht. Haupt- und Realschule sollten aufgrund sinkender Anmeldungen auslaufen und ihre Raumkapazitäten an die zu gründende Gesamtschule abgeben. Trotz hoher Anmeldezahlen stand auch das Gymnasium zur Disposition. Nach heftigem Widerstand von Schülern, Eltern und Lehrerschaft kam es zu einer Kompromisslösung: Das Gymnasium sollte neben der Gesamtschule im Schulzentrum verbleiben, wobei durch einen Erweiterungsbau die Raumnot der Gesamtschule behoben werden sollte. Seit 1989 teilen sich Heinrich-Heine-Gesamtschule, Anne-Frank-Gymnasium und das Abendgymnasium den Schulkomplex am Hander Weg.
Im Jahr 2010 wurde der Leistungskurs Chemie des Anne-Frank-Gymnasiums für seine aktive Auseinandersetzung mit der Gender-Thematik und dessen öffentlichkeitswirksame Aufarbeitung mit dem Brigitte-Gilles-Preis ausgezeichnet.

## Schulprofil

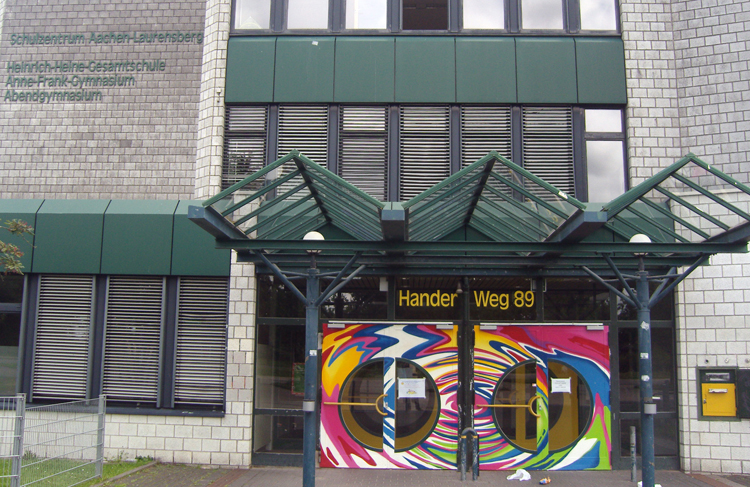
Kunst am Eingangsbereich

- Pädagogische Übermittagsbetreuung: Das AFG bietet eine Pädagogische Übermittagsbetreuung für alle Schülerinnen und Schüler der 5. bis 6. Klassen an. Die Kinder werden von Mitarbeiterinnen und Mitarbeitern des Vereins „Betreute Grundschulen e.V“ montags bis donnerstags in der Zeit von 13.20 Uhr bis 15.30 Uhr betreut. Nach einer beaufsichtigten Mittagspause in der Mensa, können die Kinder verschiedene Betreuungsangebote in Anspruch nehmen. Es gibt täglich eine Hausaufgabenbetreuung. Dort haben die Schülerinnen und Schüler die Gelegenheit – unter Aufsicht – ihre Hausaufgaben zu machen.
- FILOU (Förderung Instrumentalen Lernens Optimiert für die Unterstufe): Seit dem Schuljahr 2007 bietet das AFG für die Schülerinnen und Schüler der 5. Klassen unter dem Namen FILOU Instrumentalunterricht in Kleingruppen für Querflöte, Klarinette und Violine an. Gefördert wurde und wird dieses Projekt durch den Verein der Freunde des Anne-Frank-Gymnasiums, der dafür sorgt, dass die Instrumente ein Jahr lang kostenlos zur Verfügung gestellt werden, sodass lediglich der Unterricht durch einen monatlichen Beitrag finanziert werden muss.
- Arbeitsgemeinschaften: Unter- und Oberstufenchor, Orchester, Schülerband, Improvisationstheater, Theater, MINT, Informatik, Fußball, Basketball, Volleyball, Radfahren, Streitschlichter, Verkehrshelfer.
- Exzellenzförderung: Seit dem Schuljahr 2018/2019 bietet das AFG eine Exzellenzförderung für begabte Schülerinnen und Schüler an. Sie richtet sich an Schülerinnen und Schüler der Jahrgangsstufen 8, 9 und der EF, welche überdurchschnittliche Leistungen in MINT-Fächern erbringen.
- Sport Leistungskurs: Seit dem Schuljahr 2018/19 wird erstmals ein Sport Leistungskurs mit den Praxis-Schwerpunkten Leichtathletik und Volleyball angeboten.
- Fremdsprachen & Wahlfächer: Englisch (ab Klasse 5), Französisch oder Latein (ab Klasse 7), Spanisch (ab Klasse 9), Informatik (ab Klasse 9), Sport-Biologie-Gesundheit (ab Klasse 9), European Studies (ab Klasse 9).
- Internationale Förderklasse (IFK): Seit 2014 besteht am AFG eine Internationale Förderklasse, eine Vorbereitungsklasse für neuzugewanderte Schülerinnen und Schüler mit geringen Deutschkenntnissen und in der Regel Eignung für das Gymnasium.
- Schüleraustausch: Angebote für Schüler der Jahrgangsstufen 7 bis Q2. Die Austauschprogramme mit Frankreich, England und den Niederlanden sind schulfachgebunden, der Austausch mit Russland und China steht allen Schülern in den entsprechenden Altersgruppen offen.
- Selbstlernzentrum: Angebot für Schüler aller Stufen mit Zugang zum Internet. Möglichkeit der Nutzung in Pausen und Freistunden zur Erarbeitung von Projekten oder zur Recherche von Informationen für den Unterricht.
- Profilkurse: In Zusammenarbeit mit Partnern wie der Aachener Zeitung, dem Stadttheater, dem Ludwig Forum und verschiedenen Instituten der RWTH haben Oberstufenschüler in den Leistungskursen Deutsch, Mathematik, Englisch, Biologie und Pädagogik die Möglichkeit, sich anwendungs- und projektorientiert an außerschulischen Lernorten mit Unterrichtsthemen zu beschäftigen.
- Digitalisierung: iPad-Klassen ab der Jahrgangsstufe 7.

## Schulleiter
- Werner Haubrich (1978–1997)
- Burghart Klein (1997–1998, kommissarisch)
- Berthold Winterlich (1998–2013)[3]
- Klaus Busse (2013–2014, kommissarisch)
- Wolfgang Gurzan (2014–2022)
- Alexander Heimes (seit 2022)[2]

## Ehemalige Schüler
- Thomas Reinecke (Abitur 1979, Gymnasium am Brüsseler Ring)
- Peter Adrian Grauer (Abitur 1989)
- Birgit Mock (Abitur 1989)
- Anke Feller (Abitur 1991)
- Patrick Schiffer (Abitur 1992)
- Jens Kindervater (Abitur 1994)
- Jan Kemper (Abitur 1999)
- Daniel Pontzen (Abitur 1999)